# Бубны (Минская область)
Бубны (бел. Бубны) — деревня в Вилейском районе Минской области Белоруссии. Входит в состав Долгиновского сельсовета.
Расположена на автодороге Р29. Недалеко от деревни расположена железнодорожная станция Будслав Мядельского района Минской области.

## Достопримечательность
- Церковь Покрова Пресвятой Богородицы (2002)
- Братская могила партизан (1943)
- Братская могила советских военнопленных (1943)
- Памятник землякам

## Галерея

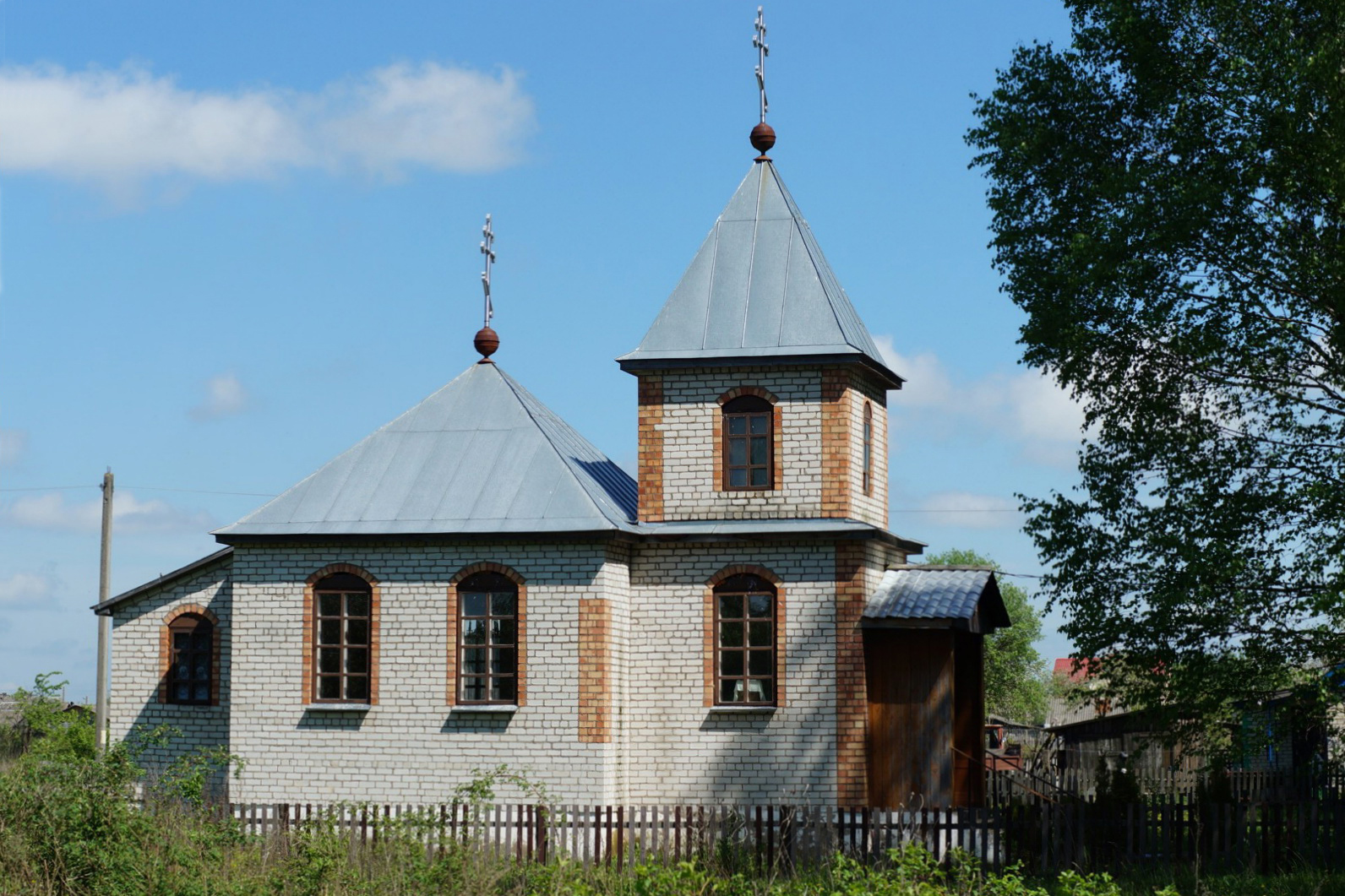
Церковь Покрова Пресвятой Богородицы
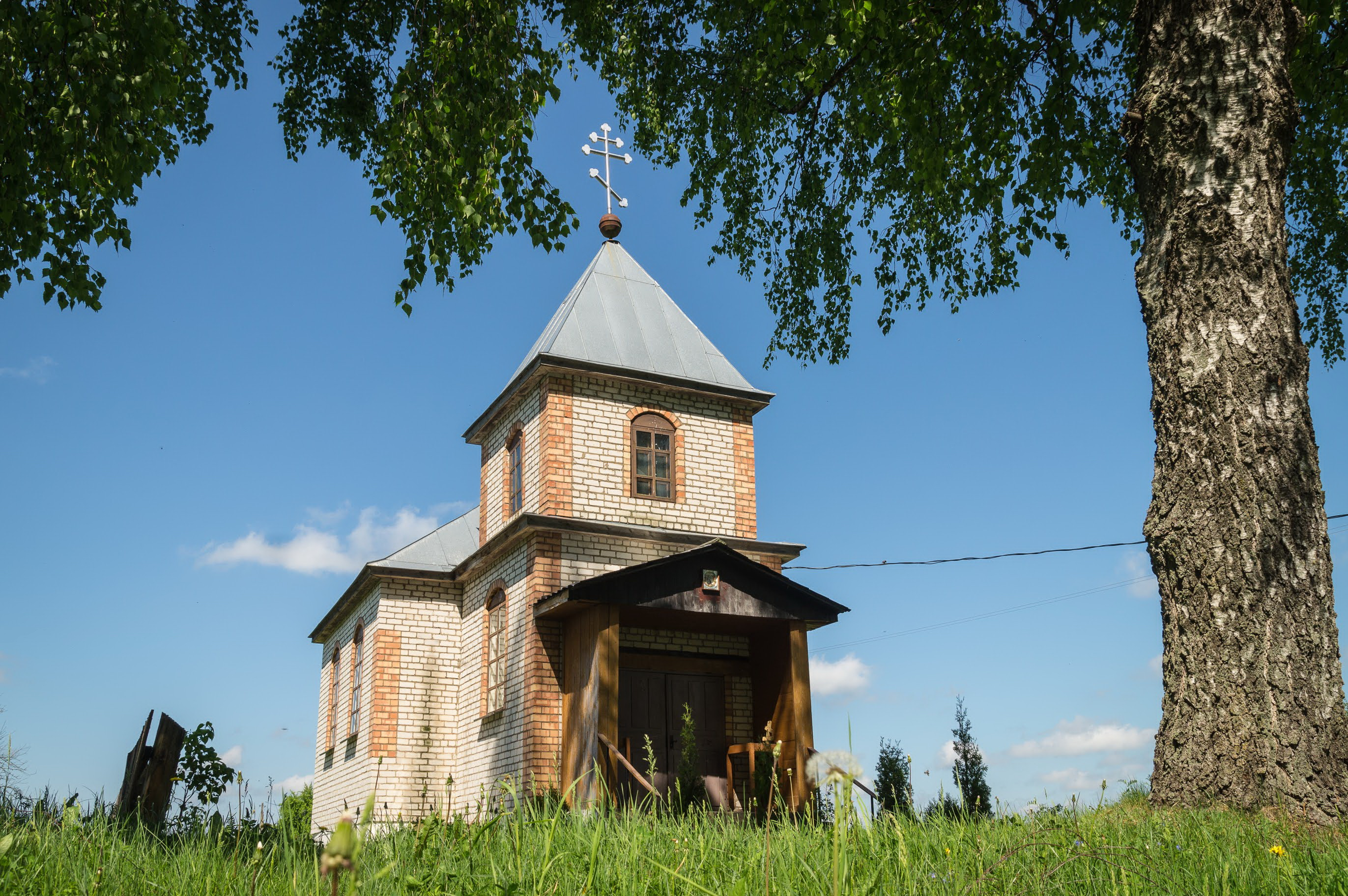
Церковь Покрова Пресвятой Богородицы